# Porcellio mildei
Porcellio mildei là một loài chân đều trong họ Porcellionidae. Loài này được Koch miêu tả khoa học năm 1901.